# Алвес, Дани
Даниэ́л А́лвес да Си́лва (порт.-браз. Daniel Alves da Silva; бразильский португальский: [dɐniˈɛw ˈawviz dɐ ˈsiwvɐ]; род. 6 мая 1983[…], Жуазейру, Баия), более известный как Да́ни А́лвес (порт.-браз. Dani Alves) — бразильский футболист, выступавший на позиции защитника.Считается одним из самых лучших крайних защитников своего поколения и является одним из самый титулованных футболистов в мире (46 трофея) 
Воспитанник бразильского клуба «Баия», за который дебютировал в 2001 году. Через год перешёл в испанскую «Севилью», с которой за шесть сезонов выиграл два Кубка УЕФА (2005/06, 2006/07), Кубок (2006/07) и Суперкубок Испании (2007), а также Суперкубок УЕФА (2006). Летом 2008 года стал игроком «Барселоны», заключив с каталонским грандом пятилетний контракт. Трансфер бразильца обошёлся «сине-гранатовым» в €35,5 млн, а сам Дани стал самым дорогим защитником в истории клуба. В первый же сезон с новой командой сделал «золотой xет-трик», выиграв чемпионат Испании, Кубок Испании и Лигу чемпионов УЕФА. Позже к этим трофеям добавились Суперкубок Испании, Суперкубок УЕФА и чемпионат мира среди клубов. Всего же за восемь сезонов в составе «Барселоны» защитник завоевал 23 трофея. Летом 2016 года стал игроком туринского «Ювентуса», в составе которого стал чемпионом Италии и выиграл Кубок страны. В 2017 году бразилец перешёл в «Пари Сен-Жермен» в качестве свободного агента и уже в первом сезоне победил в составе клуба в Кубке страны. Он также выиграл Кубок лиги и Суперкубок Франции. 1 августа 2019 года подписал контракт на 3,5 года с бразильским «Сан-Паулу». В 2019 году стал лучшим игроком Кубка Америки в составе «Сан-Паулу». Победитель Олимпийских игр 2020 года в Токио, двукратный обладатель Кубка Америки (2007, 2019). В январе 2022 года вернулся в «Барселону» как свободный агент. 15 июня 2022 года каталонцы объявили об уходе защитника.

## Ранние годы
Даниэл Алвес да Силва родился 6 мая 1983 года в муниципалитете Жуазейру бразильского штата Баия. Его отец Домингуш Алвес работая фермером и всячески помогал своему сыну в становлении его как футболиста. Даниэл изначально играл на позиции полузащитника, где был далеко не самым эффективным. После того как его отец организовал детскую местную футбольную команду, Доминго перевёл своего сына на позицию правого защитники. С тех пор он и по сей день играет на этой позиции. В юности Алвес работал фермером и продавцом.
В свободное время играл в футбол, в 13 лет оказался в футбольной школе «Жуазейру». На одном из юношеских турниров Алвеса заметили скауты «Баия», и он перешёл в молодёжную команду этого клуба, а в 2001 году подписал свой первый профессиональный контракт.

## Клубная карьера
Он дебютировал за свою первую футбольную команду в 2001 году в матче против «Параны», в той игре его команда выиграла 3:0, а защитник отдал две голевые передачи. В свой первый сезон во взрослом футболе Дани провёл за клуб всего шесть матчей, зато в следующем году стал игроком основного состава, сыграл в чемпионате 19 матчей и обратил на себя внимание со стороны испанской «Севильи».

### «Севилья»
Поначалу «Севилья» заключила с «Баия» полугодовое соглашение по аренде футболиста. В составе севильской команды закрепился на позиции опорного полузащитника, отметившись забитым голом в своем втором матче. В 2003 году Даниэл участвовал с молодёжной сборной Бразилии в молодёжном чемпионате мира, на турнире Даниэл хорошо проявил себя, его сборная стала победителем турнира, а Даниэл вошёл в тройку лучших игроков турнира. После этого «Севилья» выкупила трансфер бразильца.
В 2006 году его хотел купить английский «Ливерпуль», но клуб не смог потянуть этот трансфер стоимостью в восемь миллионов фунтов стерлингов, и бразильский защитник продлил со своим клубом контракт на 6 лет. Алвес очень уверенно закрепился в севильской команде, переквалифицировавшись в правого защитника. В сезоне 2006/07 Алвес принял участие в 47 играх, забив 5 голов. В 2006 и 2007 годах Даниэль помог «Севильи» завоевать Кубок УЕФА, а также выиграть Кубок Испании и Суперкубок Европы. После того успешного сезона он заявил о желании покинуть «Севилью» и перейти в большой клуб, фаворитом на покупку был «Челси». Английский клуб проявлял большое желание в покупке бразильского защитника, но клуб отказывался от продажи игрока, требуя завышенную сумму трансфера. Все это обернулось публичной войной между тогдашним президентом клуба Дель-Нидо и Даниэлем Алвесом, но в этот момент в их конфликт вмешалась трагическая смерть Антонио Пуэрты. Антонио и Дани были партнерами по команде и друзьями. «Челси» передумал о покупке игрока «Севильи» и за меньшую сумму выкупил у «Барселоны» Жулиана Белетти, а Дель-Нидо и Дани помирились. Игрок остался ещё на один сезон.

### «Барселона»
7 июня 2008 года бразилец перешёл в «Барселону». Его купили на замену ушедшему в «Милан» Джанлуке Дзамбротте. Сумма трансфера составила 32 млн евро, контракт был рассчитан на 5 лет. Несмотря на желание покинуть клуб (имевшееся ещё за год до перехода; тогда Алвеса сумели удержать лишь после долгих и напряжённых переговоров), на пресс-конференции покидавший «Севилью» Дани не сумел сдержать слёз, сказав, что он пришёл в «Севилью» мальчиком, а покидает её мужчиной.

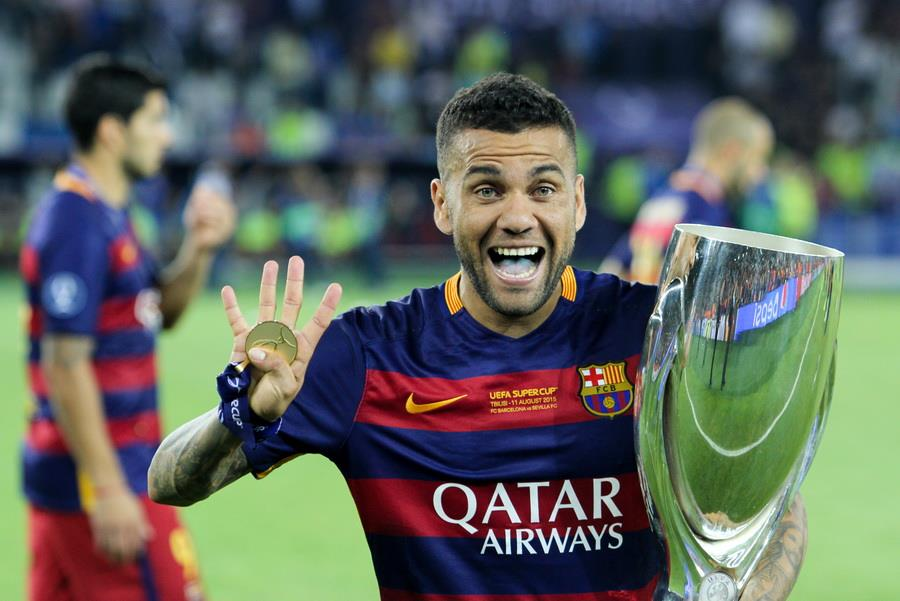
Дани Алвес позирует с Суперкубком УЕФА в 2015 году

Свой первый матч за клуб Алвес провёл в первом туре Чемпионата Испании против «Нумансии», проиграв в гостях 0:1. Уже в первом сезоне за «Барсу» сыграл более 55 матчей, отметился пятью голами и попал в символическую сборную турнира. Впоследствии стал безальтернативным игроком правой бровки, отыграв 48 матчей в сезоне 2009/10, 54 в сезоне 2010/11 и 52 в 2011/12. Даниэль отлично подходил под тренерскую мысль Хосепа Гвардиолы, а вместе с приходом к рулю других тренеров умело подстраивался под их требования. В 2011 году Алвес вновь, как и в 2009, поднял Кубок Лиги чемпионов. «Барсы» могло и не оказаться в финале, однако благодаря эпичной симуляции Алвеса в полуфинальной встрече против мадридского «Реала» был удален Пепе. За такую выходку в адрес бразильца полился нескончаемый поток критики. Пепе же вскоре после финального матча отметил, что «Барса» специально добивалась его удаления, и если бы его не заработал Алвес, тогда обязательно сделал бы кто-нибудь другой. А вот коллега Пепе по обороне «Реала», Серхио Рамос, был более категоричным, заявив, что подобная игра Алвеса загрязняет футбол. В любом случае, трофей был взят, а Даниэл Алвес продолжил демонстрировать высокое качество игры, хотя теперь и пользовался недоверием со стороны арбитров, судивших матчи с участием «Барселоны».
Летом 2011 года бразильцем всерьёз был заинтересован махачкалинский «Анжи», который был готов выложить за него 40 млн евро, однако сам Алвес попытался объяснить, что его не интересуют только деньги, поэтому он рад остаться в «Барсе». В апреле 2011 года Алвес подписал новое соглашение с каталонским клубом, продлив его до лета 2015. В сезоне 2013/14 Алвес очередной раз отыграл более 50 матчей за свою команду, при этом в январе он получил небольшую травму икроножной мышцы, из-за которой был вынужден пропустить чуть более двух недель. В матче 35-го тура чемпионата Испании Алвес стал участником довольно необычного случая. На 75-й минуте гостевой игры против «Вильярреала» (3:2) Алвес подавал угловой удар и в это время в него был брошен банан. Футболист оставил на время мяч, поднял банан и съел его, вызвав бурю аплодисментов по всему стадиону. После матча Алвес отметил, что люди, бросившие в него фруктом — умственно отсталые и помешать ему играть в футбол не смогут.
В «Барселоне» защитник завоевал 23 титула, включая несколько побед в чемпионате Испании и в Лиге чемпионов УЕФА.

### Дальнейшая карьера
Летом 2016 года перешёл в туринский «Ювентус» на правах свободного агента. 17 мая 2017 года забил первый гол в финале Кубка Италии против «Лацио» (2:0). По окончании сезона бразилец сообщил, что покидает итальянский клуб.
12 июля 2017 года «Пари Сен-Жермен» объявил о подписании контракта с игроком. Защитник подписал с французской командой соглашение, которое было рассчитано до 30 июня 2019 года. Алвес перешёл в «ПСЖ» на правах свободного агента. В конце июня он по обоюдному согласию сторон расторг контракт с «Ювентусом», в составе которого выступал с 2016 года. 23 июня 2019 года объявил об уходе из ПСЖ.
Летом 2019 года Дани Алвес подписал 3-летний контракт с бразильским клубом «Сан-Паулу». На его презентацию в новой команде пришли 45 тысяч болельщиков. В 2019 году в матче 15-го тура чемпионата Бразилии Дани Алвес отметился голом в дебютном матче за «Сан-Паулу». 16 сентября 2021 года расторг контракт с «Сан-Паулу».

### Возвращение в «Барселону»
12 ноября 2021 года каталонский клуб объявил о возвращении Дани Алвеса в качестве свободного агента. Контракт подписан до конца сезона 2021/22. Зарплата бразильца в каталонском клубе составит 155 тыс. евро в год — это минимальный порог, допустимый в качестве оплаты труда футболистам испанской Примеры. 6 февраля 2022 года в матче против «Атлетико» Дани Алвес забил свой первый гол за «Барселону» после возвращения, а также отдал голевой пас на Жорди Альбу и был удалён с поля, матч закончился со счётом 4:2 в пользу «Барсы».
15 июня 2022 года Алвес объявил в своих соц. сетях, что он покидает «Барселону» во второй раз, сыграв за клуб в общей сложности 408 матчей, что является вторым показателем среди игроков-легионеров, только Лионель Месси сыграл больше.

### УНАМ
23 июля 2022 года Алвес подписал однолетний контракт с мексиканским клубом «УНАМ Пумас».
По ходу сезона 2022/23 Алвес решил сменить номер своей футболки с 33 на 77.
20 января 2023 года, после ареста Алвеса по обвинению в сексуальном насилии, УНАМ решил расторгнуть контракт с игроком.

## Карьера в сборной

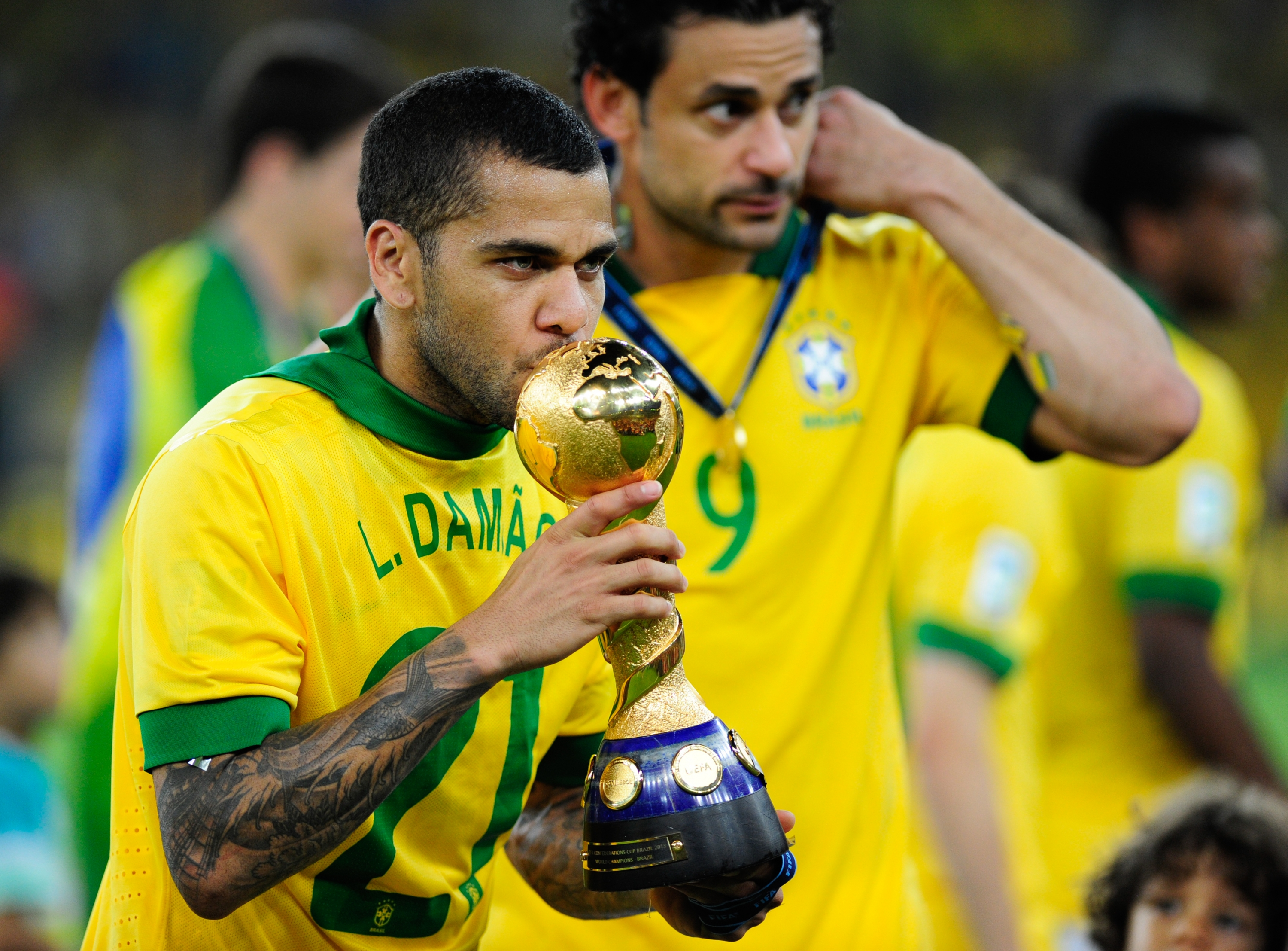
Алвес празднует победу на Кубке конфедераций в 2013 году

За национальную сборную Бразилии Алвес дебютировал в товарищеском матче против сборной Эквадора, выйдя на замену. Три дня спустя в товарищеском матче он дебютировал в основном составе против Кувейта.
15 июля 2007 года защитник забил решающий мяч в финале Кубка Америки против Аргентины. Следующий гол забил в рамках отборочного цикла ЧМ-2010.
На Кубке Конфедераций забил единственный гол в ворота ЮАР (1:0), а также отдал голевую передачу в поединке против США.
Сыграл в пяти матчах сборной Бразилии на мировом первенстве в ЮАР, однако ничем полезным не отметился, а команда покинула турнир на стадии четвертьфинала.
В Кубке Конфедераций 2013 года сыграл в четырёх матчах, включая финальный поединок против сборной Испании (3:0).
Домашний чемпионат мира 2014 года начинал в основном составе, но в решающих матчах остался на скамейке запасных, и не выходил на поле как в провальном полуфинале против сборной Германии (1:7), так и в проигранном матче за 3 место против сборной Нидерландов (0:3).
16 ноября 2016 года Алвес провел 100-й матч за сборную Бразилии в матче отбора на чемпионат мира-2018 против сборной Перу. Поединок закончился победой «пентакампеонов» со счётом 2:0.
Летом 2019 года Алвес в качестве капитана команды принял участие в Кубке Америки, который состоялся в Бразилии. В третьем матче в группе против Перу футболист отличился голом на 53-й минуте, а сборная Бразилии в итоге победила со счётом 5:0. В полуфинальном матче против Аргентины удачные действия Алвеса позволили сборной обыграть соперника со счётом 2:0, а сам футболист был признан лучшим игроком встречи. По итогам соревнования получил приз лучшего игрока турнира.
В 2021 году в возрасте 38 лет был включён в состав олимпийской сборной Бразилии на Олимпийские игры в Токио, на которых бразильцы выиграли золото. Алвес стал самым возрастным футболистом, когда-либо завоевавшим медаль мужского олимпийского футбольного турнира, и третьим самым возрастным игроком, принимавшим участие в турнире, после Райана Гиггза (2012 год) и Рикардо Пиччинини (1988 год).
7 ноября 2022 года в возрасте 39 лет Алвес был включён в состав сборной на чемпионат мира 2022 года. Выйдя на поле в матче против Камеруна, он стал самым возрастным игроком, когда-либо участвовавшим в матче чемпионата мира за Бразилию (39 лет и 210 дней).

## Достижения

### Командные
«Баия»
- Чемпион штата Баия: 2001
- Кубок Северо-Востока (2): 2001, 2002

«Севилья»
- Обладатель Кубка Испании: 2006/07
- Обладатель Суперкубка Испании: 2007
- Обладатель Кубка УЕФА (2): 2005/06, 2006/07
- Обладатель Суперкубка УЕФА: 2006

«Барселона»
- Чемпион Испании (6): 2008/09, 2009/10, 2010/11, 2012/13, 2014/15, 2015/16
- Обладатель Кубка Испании (4): 2008/09, 2011/12, 2014/15, 2015/16
- Обладатель Суперкубка Испании (4): 2009, 2010, 2011, 2013
- Победитель Лиги чемпионов УЕФА (3): 2008/09, 2010/11, 2014/15
- Обладатель Суперкубка УЕФА (3): 2009, 2011, 2015
- Победитель Клубного чемпионата мира (3): 2009, 2011, 2015

«Ювентус»
- Чемпион Италии: 2016/17
- Обладатель Кубка Италии: 2016/17
- Финалист Лиги чемпионов УЕФА: 2016/17

«Пари Сен-Жермен»
- Чемпион Франции (2): 2017/18, 2018/19
- Обладатель Кубка Франции: 2017/18
- Обладатель Кубка французской лиги: 2017/18
- Обладатель Суперкубка Франции (2): 2017, 2018

«Сан-Паулу»
- Чемпион штата Сан-Паулу: 2021

Бразилия
- Обладатель Кубка Америки (2): 2007, 2019
- Обладатель Кубка конфедераций (2): 2009, 2013
- Олимпийский чемпион: 2020
- Победитель молодёжного чемпионата мира: 2003

### Личные
- Лучший защитник чемпионата Испании: 2008/09
- Лучший игрок Кубка Америки: 2019
- Входит в состав символической сборной XXI века по версии УЕФА[48]
- Входит в состав символической сборной Европы по версии ESM (6): 2006/07, 2008/09, 2010/11, 2011/12
- Входит в состав символической сборной мира по версии ФИФА (8): 2009, 2011, 2012, 2013, 2015, 2016, 2017, 2018
- Входит в состав символической сборной мира по версии УЕФА (4): 2009, 2011, 2015
- Входит в состав символической сборной года по версии L'Équipe (2): 2007, 2012
- Входит в состав символической сборной Кубка конфедераций 2013 года по версии ФИФА
- Golden Foot: 2021 (в номинации «Легенды футбола»)

## Личная жизнь
В 2008 году женился на Диноре Сантана. У пары родилось двое детей: сын Даниэл (названный в честь отца) и дочь Виктория. В конце 2011 года супруги развелись.
Некоторое время состоял в отношениях с бразильской актрисой Таишей Карвальо.
С 2015 года встречался с испанской моделью Жоаной Санс, а в 2017 году пара поженилась. В 2023 году, после ареста Алвеса по обвинению в сексуальном насилии, Жоана подала на развод.
29 сентября 2011 года Алвес был назначен послом Специальной Олимпиады в рамках её глобальной футбольной программы, которая была предназначена способствовать уважению и включению в футбол людей с ограниченными интеллектуальными возможностями, особенно в преддверии Чемпионата мира по футболу 2014 года.
15 июня 2018 года Алвес вместе со своим бывшим товарищем по команде, ставшим рэпером, Хосе-Мануэлем Пинто выпустил на YouTube песню под названием «Suave».
В сентябре 2021 года Алвес заявил, что поддерживает Жаира Болсонару, после публикации лозунгов в пользу президента Бразилии.
В том же году Алвес был назначен членом совета премии Earthshot Prize, экологической инициативы, возглавляемой принцем Уильямом.
Помимо своего родного португальского, Алвес также говорит на английском и испанском языках.

### Скандалы

#### Инцидент с расизмом
27 апреля 2014 года во время матча на стадионе «Эль-Мадригал» Алвес стал мишенью болельщика «Вильярреала», который бросил в него банан. Алвес взял банан, очистил его и откусил. Он отреагировал на инцидент, сказав:
"Мы страдали от этого в Испании в течение некоторого времени. Вы должны принять это с дозой юмора. Мы не собираемся легко что-то менять. Если вы не придаёте этому значения, они не достигают своей цели".
Одноклубник Алвеса Неймар опубликовал в соц. сетях свою фотографию, на которой он ест банан — фото стало вирусным Многие другие футболисты также сфотографировали себя, поедающими бананы. Сирилл Реджис, который подвергся расовому насилию, когда был игроком в 70-80-х годах, выразил обеспокоенность тем, что вирусная кампания отвлечёт внимание от важных вопросов борьбы с расизмом в игре. Алвес сказал, что тот, кто бросил в него банан, должен быть публично опозорен. 30 апреля 2014 года в связи с инцидентом был задержан мужчина. Позже «Вильярреал» был оштрафован на 12 000 евро.

#### Обвинения в сексуальном насилии
20 января 2023 года Алвес был арестован испанской полицией и заключён под стражу без права внесения залога по обвинению в сексуальном насилии. Предполагаемое нападение произошло в ночном клубе Барселоны 30 декабря 2022 года. Заявительница подала официальную жалобу 2 января 2023 года.
Газета El Periódico de Catalunya сообщила, что заявительница утверждала в полиции и в суде, что после того, как официант привёл её на встречу с Алвесом в VIP-зону ночного клуба, Дани дважды заставил её прикоснуться к своему пенису против её воли, а затем приказал ей следовать за ним в туалет ночного клуба, где бросил её на пол, заставил удовлетворить его орально, ударил её, когда она сопротивлялась, затем изнасиловал её и эякулировал.
Изначально Алвес исключал любую связь с потерпевшей, так как хотел скрыть факт измены. Позже он заявил, что всё произошло по обоюдному согласию. Супруга игрока утверждает, что не сомневается в показаниях девушки. До признания игрока в интимной связи Жоана высказывалась в поддержку мужа, после же она подала на развод, а также удалила все совместные фотографии в соц. сетях. 22 февраля 2024 года Алвес был приговорен к 4,5 годам лишения свободы. Прокуратура запрашивала девять лет заключения, но бразильцу смягчили срок до четырех лет. Ещё пять лет будут для Алвеса испытательным сроком.
25 марта Дани Алвес вышел из тюрьмы под залог в 1 миллион евро.
28 марта 2025 года Дани Алвеса оправдали по делу об изнасиловании. Верховный суд Каталонии отменил приговор на 4,5 года тюрьмы из-за недостатка доказательств.

## Статистика выступлений

### Клубная статистика
| Выступление      | Выступление      | Выступление      | Лига | Лига | Кубки | Кубки | Еврокубки | Еврокубки | Прочие | Прочие | Итого | Итого |
| Клуб             | Лига             | Сезон            | Игры | Голы | Игры  | Голы  | Игры      | Голы      | Игры   | Голы   | Игры  | Голы  |
| ---------------- | ---------------- | ---------------- | ---- | ---- | ----- | ----- | --------- | --------- | ------ | ------ | ----- | ----- |
| Баия             | Серия А          | 2001             | 6    | 0    | —     | —     | —         | —         | —      | —      | 6     | 0     |
| Баия             | Серия А          | 2002             | 19   | 2    | 6     | 2     | —         | —         | —      | —      | 25    | 4     |
| Баия             | Итого            | Итого            | 25   | 2    | 6     | 2     | —         | —         | —      | —      | 31    | 4     |
| Севилья          | Примера          | 2002/03          | 10   | 0    | 1     | 0     | —         | —         | —      | —      | 11    | 0     |
| Севилья          | Примера          | 2003/04          | 29   | 1    | 7     | 1     | —         | —         | —      | —      | 36    | 2     |
| Севилья          | Примера          | 2004/05          | 33   | 2    | 5     | 0     | 9         | 0         | —      | —      | 47    | 2     |
| Севилья          | Примера          | 2005/06          | 36   | 3    | 2     | 0     | 14        | 0         | —      | —      | 52    | 3     |
| Севилья          | Примера          | 2006/07          | 34   | 3    | 8     | 0     | 14        | 2         | 1      | 0      | 57    | 5     |
| Севилья          | Примера          | 2007/08          | 33   | 2    | 3     | 0     | 8         | 2         | 3      | 0      | 47    | 4     |
| Севилья          | Итого            | Итого            | 175  | 11   | 26    | 1     | 45        | 4         | 4      | 0      | 250   | 16    |
| Барселона        | Примера          | 2008/09          | 34   | 5    | 8     | 0     | 12        | 0         | —      | —      | 54    | 5     |
| Барселона        | Примера          | 2009/10          | 29   | 3    | 3     | 0     | 11        | 0         | 5      | 0      | 48    | 3     |
| Барселона        | Примера          | 2010/11          | 35   | 2    | 5     | 0     | 12        | 2         | 2      | 0      | 54    | 4     |
| Барселона        | Примера          | 2011/12          | 33   | 2    | 5     | 1     | 10        | 0         | 4      | 0      | 52    | 3     |
| Барселона        | Примера          | 2012/13          | 30   | 0    | 6     | 0     | 10        | 1         | 1      | 0      | 47    | 1     |
| Барселона        | Примера          | 2013/14          | 27   | 2    | 5     | 0     | 8         | 2         | 2      | 0      | 42    | 4     |
| Барселона        | Примера          | 2014/15          | 30   | 0    | 5     | 0     | 11        | 0         | —      | —      | 46    | 0     |
| Барселона        | Примера          | 2015/16          | 29   | 0    | 6     | 1     | 8         | 0         | 5      | 0      | 48    | 1     |
| Барселона        | Итого            | Итого            | 247  | 14   | 43    | 2     | 82        | 5         | 19     | 0      | 391   | 21    |
| Ювентус          | Серия А          | 2016/17          | 19   | 2    | 2     | 1     | 12        | 3         | 0      | 0      | 33    | 6     |
| Ювентус          | Итого            | Итого            | 19   | 2    | 2     | 1     | 12        | 3         | 0      | 0      | 33    | 6     |
| Пари Сен-Жермен  | Лига 1           | 2017/18          | 25   | 1    | 7     | 1     | 8         | 2         | 1      | 1      | 41    | 5     |
| Пари Сен-Жермен  | Лига 1           | 2018/19          | 23   | 1    | 6     | 2     | 3         | 0         | 0      | 0      | 32    | 3     |
| Пари Сен-Жермен  | Итого            | Итого            | 48   | 2    | 13    | 3     | 11        | 2         | 1      | 1      | 73    | 8     |
| Сан-Паулу        | Серия А          | 2019             | 20   | 2    | —     | —     | —         | —         | —      | —      | 20    | 2     |
| Сан-Паулу        | Серия А          | 2020             | 30   | 1    | 6     | 0     | 6         | 2         | 11     | 3      | 53    | 6     |
| Сан-Паулу        | Серия А          | 2021             | 6    | 0    | 1     | 0     | 6         | 0         | 9      | 1      | 22    | 1     |
| Сан-Паулу        | Итого            | Итого            | 56   | 3    | 7     | 0     | 12        | 2         | 20     | 4      | 95    | 9     |
| Барселона        | Примера          | 2021/22          | 14   | 1    | 2     | 0     | 0         | 0         | 1      | 0      | 17    | 1     |
| Барселона        | Итого            | Итого            | 14   | 1    | 2     | 0     | 0         | 0         | 1      | 0      | 17    | 1     |
| УНАМ Пумас       | Лига МХ          | 2022/23          | 13   | 0    | —     | —     | —         | —         | —      | —      | 13    | 0     |
| УНАМ Пумас       | Итого            | Итого            | 13   | 0    | —     | —     | —         | —         | —      | —      | 13    | 0     |
| Всего за карьеру | Всего за карьеру | Всего за карьеру | 597  | 35   | 99    | 9     | 162       | 16        | 45     | 5      | 903   | 65    |

### Выступления за сборную
| Сборная          | Год              | Отборочные матчи ЧМ | Отборочные матчи ЧМ | Финальные матчи ЧМ | Финальные матчи ЧМ | Кубок Америки | Кубок Америки | Кубки конфедераций | Кубки конфедераций | Товарищеские матчи | Товарищеские матчи | Итого | Итого |
| Сборная          | Год              | Игры                | Голы                | Игры               | Голы               | Игры          | Голы          | Игры               | Голы               | Игры               | Голы               | Игры  | Голы  |
| ---------------- | ---------------- | ------------------- | ------------------- | ------------------ | ------------------ | ------------- | ------------- | ------------------ | ------------------ | ------------------ | ------------------ | ----- | ----- |
| Бразилия         | 2006             | -                   | -                   | -                  | -                  | -             | -             | -                  | -                  | 1                  | 0                  | 1     | 0     |
| Бразилия         | 2007             | 1                   | 0                   | -                  | -                  | 4             | 1             | -                  | -                  | 7                  | 0                  | 12    | 1     |
| Бразилия         | 2008             | 1                   | 0                   | -                  | -                  | -             | -             | -                  | -                  | 4                  | 0                  | 5     | 0     |
| Бразилия         | 2009             | 7                   | 1                   | -                  | -                  | -             | -             | 3                  | 1                  | 4                  | 0                  | 14    | 2     |
| Бразилия         | 2010             | -                   | -                   | 5                  | 0                  | -             | -             | -                  | -                  | 7                  | 2                  | 12    | 2     |
| Бразилия         | 2011             | -                   | -                   | -                  | -                  | 2             | 0             | -                  | -                  | 8                  | 0                  | 10    | 0     |
| Бразилия         | 2012             | -                   | -                   | -                  | -                  | -             | -             | -                  | -                  | 5                  | 0                  | 5     | 0     |
| Бразилия         | 2013             | -                   | -                   | -                  | -                  | -             | -             | 5                  | 0                  | 8                  | 0                  | 13    | 0     |
| Бразилия         | 2014             | -                   | -                   | 4                  | 0                  | -             | -             | -                  | -                  | 3                  | 1                  | 7     | 1     |
| Бразилия         | 2015             | 4                   | 0                   | -                  | -                  | 4             | 0             | -                  | -                  | 0                  | 0                  | 8     | 0     |
| Бразилия         | 2016             | 8                   | 1                   | -                  | -                  | 3             | 0             | -                  | -                  | 1                  | 0                  | 12    | 1     |
| Бразилия         | 2017             | 5                   | 0                   | -                  | -                  | -             | -             | -                  | -                  | 1                  | 0                  | 6     | 0     |
| Бразилия         | 2018             | -                   | -                   | -                  | -                  | -             | -             | -                  | -                  | 2                  | 0                  | 2     | 0     |
| Бразилия         | 2019             | -                   | -                   | -                  | -                  | 6             | 1             | -                  | -                  | 5                  | 0                  | 11    | 1     |
| Бразилия         | 2020             | -                   | -                   | -                  | -                  | -             | -             | -                  | -                  | 0                  | 0                  | 0     | 0     |
| Бразилия         | 2021             | 1                   | 0                   | -                  | -                  | -             | -             | -                  | -                  | 0                  | 0                  | 1     | 0     |
| Бразилия         | 2022             | 3                   | 0                   | 2                  | 0                  | -             | -             | -                  | -                  | 2                  | 0                  | 7     | 0     |
| Всего за карьеру | Всего за карьеру | 30                  | 2                   | 11                 | 0                  | 19            | 2             | 8                  | 1                  | 58                 | 3                  | 126   | 8     |

#### Матчи и голы за сборную
| Матчи и голы Алвеса за сборную Бразилии | Матчи и голы Алвеса за сборную Бразилии | Матчи и голы Алвеса за сборную Бразилии        | Матчи и голы Алвеса за сборную Бразилии | Матчи и голы Алвеса за сборную Бразилии | Матчи и голы Алвеса за сборную Бразилии | Матчи и голы Алвеса за сборную Бразилии            |
| #                                       | Дата                                    | Место проведения                               | Оппонент                                | Счёт                                    | Голы Алвеса                             | Тип матча                                          |
| 2006/07                                 | 2006/07                                 | 2006/07                                        | 2006/07                                 | 2006/07                                 | 2006/07                                 | 2006/07                                            |
| --------------------------------------- | --------------------------------------- | ---------------------------------------------- | --------------------------------------- | --------------------------------------- | --------------------------------------- | -------------------------------------------------- |
|                                         | 7 октября 2006                          | Эль-Кувейт (Кувейт)                            | Al Kuwait Selection                     | 4:0                                     | 0                                       | Неофициальный товарищеский                         |
| 1.                                      | 10 октября 2006                         | Стокгольм (Швеция)                             | Эквадор                                 | 2:1                                     | 0                                       | Товарищеский                                       |
| 2.                                      | 6 февраля 2007                          | Лондон (Великобритания)                        | Португалия                              | 0:2                                     | 0                                       | Товарищеский                                       |
| 3.                                      | 24 марта 2007                           | Гётеборг (Швеция)                              | Чили                                    | 4:0                                     | 0                                       | Товарищеский                                       |
| 4                                       | 27 марта 2007                           | Стокгольм (Швеция)                             | Гана                                    | 1:0                                     | 0                                       | Товарищеский                                       |
| 5.                                      | 1 июня 2007                             | Лондон (Великобритания)                        | Англия                                  | 1:1                                     | 0                                       | Товарищеский                                       |
| 6.                                      | 26 июня 2007                            | Пуэрто-Ордас (Венесуэла)                       | Мексика                                 | 0:2                                     | 0                                       | Кубок Америки 2007                                 |
| 7.                                      | 1 июля 2007                             | Матурин (Венесуэла)                            | Чили                                    | 3:0                                     | 0                                       | Кубок Америки 2007                                 |
| 8.                                      | 4 июля 2007                             | Пуэрто-ла-Крус (Венесуэла)                     | Эквадор                                 | 1:0                                     | 0                                       | Кубок Америки 2007                                 |
| 9.                                      | 15 июля 2007                            | Маракайбо (Венесуэла)                          | Аргентина                               | 3:0                                     | 1                                       | Кубок Америки 2007                                 |
| 2007/08                                 |                                         |                                                |                                         |                                         |                                         |                                                    |
| 10.                                     | 22 августа 2007                         | Монпелье (Франция)                             | Алжир                                   | 2:0                                     | 0                                       | Товарищеский                                       |
| 11.                                     | 9 сентября 2007                         | Чикаго (США)                                   | США                                     | 4:2                                     | 0                                       | Товарищеский                                       |
| 12.                                     | 12 сентября 2007                        | Бостон (США)                                   | Мексика                                 | 3:1                                     | 0                                       | Товарищеский                                       |
| 13.                                     | 21 ноября 2007                          | Сан-Паулу (Бразилия)                           | Уругвай                                 | 2:1                                     | 0                                       | Чемпионат мира по футболу 2010 (отборочный турнир) |
| 14.                                     | 26 марта 2008                           | Лондон (Великобритания)                        | Швеция                                  | 1:0                                     | 0                                       | Товарищеский                                       |
| 15.                                     | 31 мая 2008                             | Сиэтл (США)                                    | Канада                                  | 3:2                                     | 0                                       | Товарищеский                                       |
| 16.                                     | 6 июня 2008                             | Бостон (США)                                   | Венесуэла                               | 0:2                                     | 0                                       | Товарищеский                                       |
| 17.                                     | 18 июня 2008                            | Белу-Оризонти (Бразилия)                       | Аргентина                               | 0:0                                     | 0                                       | Чемпионат мира по футболу 2010 (отборочный турнир) |
| 2008/09                                 |                                         |                                                |                                         |                                         |                                         |                                                    |
| 18.                                     | 19 ноября 2008                          | Бразилиа (Бразилия)                            | Португалия                              | 6:2                                     | 0                                       | Товарищеский                                       |
| 19.                                     | 10 февраля 2009                         | Лондон (Великобритания)                        | Италия                                  | 2:0                                     | 0                                       | Товарищеский                                       |
| 20.                                     | 29 марта 2009                           | Киото (Эквадор)                                | Эквадор                                 | 1:1                                     | 0                                       | Чемпионат мира по футболу 2010 (отборочный турнир) |
| 21.                                     | 1 апреля 2009                           | Порту-Алегри (Бразилия)                        | Перу                                    | 3:0                                     | 0                                       | Чемпионат мира по футболу 2010 (отборочный турнир) |
| 22.                                     | 6 июня 2009                             | Монтевидео (Уругвай)                           | Уругвай                                 | 4:0                                     | 1                                       | Чемпионат мира по футболу 2010 (отборочный турнир) |
| 23.                                     | 10 июня 2009                            | Ресифи (Бразилия)                              | Парагвай                                | 2:1                                     | 0                                       | Чемпионат мира по футболу 2010 (отборочный турнир) |
| 24.                                     | 15 июня 2009                            | Блумфонтейн (ЮАР)                              | Египет                                  | 4:3                                     | 0                                       | Кубок конфедераций 2009                            |
| 25.                                     | 25 июня 2009                            | Йоханнесбург (ЮАР)                             | ЮАР                                     | 1:0                                     | 1                                       | Кубок конфедераций 2009                            |
| 26.                                     | 28 июня 2009                            | Йоханнесбург (ЮАР)                             | США                                     | 3:2                                     | 0                                       | Кубок конфедераций 2009                            |
| 2009/10                                 |                                         |                                                |                                         |                                         |                                         |                                                    |
| 27.                                     | 12 августа 2009                         | Таллин (Эстония)                               | Эстония                                 | 1:0                                     | 0                                       | Товарищеский                                       |
| 28.                                     | 5 сентября 2009                         | Росарио (Аргентина)                            | Аргентина                               | 3:1                                     | 0                                       | Чемпионат мира по футболу 2010 (отборочный турнир) |
| 29.                                     | 9 сентября 2009                         | Салвадор (Бразилия)                            | Чили                                    | 4:2                                     | 0                                       | Чемпионат мира по футболу 2010 (отборочный турнир) |
| 30.                                     | 11 октября 2009                         | Ла-Пас (Боливия)                               | Боливия                                 | 1:2                                     | 0                                       | Чемпионат мира по футболу 2010 (отборочный турнир) |
| 31.                                     | 14 ноября 2009                          | Доха (Катар)                                   | Англия                                  | 1:0                                     | 0                                       | Товарищеский                                       |
| 32.                                     | 17 ноября 2009                          | Маскат (Оман)                                  | Оман                                    | 2:0                                     | 0                                       | Товарищеский                                       |
| 33.                                     | 2 марта 2010                            | Лондон (Великобритания)                        | Ирландия                                | 2:0                                     | 0                                       | Товарищеский                                       |
| 34.                                     | 2 июня 2010                             | Хараре (Зимбабве)                              | Зимбабве                                | 3:0                                     | 0                                       | Товарищеский                                       |
| 35.                                     | 7 июня 2010                             | Дар-эс-Салам (Танзания)                        | Танзания                                | 5:1                                     | 0                                       | Товарищеский                                       |
| 36.                                     | 15 июня 2010                            | Йоханнесбург (ЮАР)                             | КНДР                                    | 2:1                                     | 0                                       | Чемпионат мира по футболу 2010                     |
| 37.                                     | 20 июня 2010                            | Йоханнесбург (ЮАР)                             | Кот-д’Ивуар                             | 3:1                                     | 0                                       | Чемпионат мира по футболу 2010                     |
| 38.                                     | 25 июня 2010                            | Дурбан (ЮАР)                                   | Португалия                              | 0:0                                     | 0                                       | Чемпионат мира по футболу 2010                     |
| 39.                                     | 28 июня 2010                            | Йоханнесбург (ЮАР)                             | Чили                                    | 3:0                                     | 0                                       | Чемпионат мира по футболу 2010                     |
| 40.                                     | 2 июля 2010                             | Порт-Элизабет (ЮАР)                            | Нидерланды                              | 1:2                                     | 0                                       | Чемпионат мира по футболу 2010                     |
| 2010/11                                 |                                         |                                                |                                         |                                         |                                         |                                                    |
| 41.                                     | 11 августа 2010                         | New Meadowlands Stadium (штат Нью-Джерси, США) | США                                     | 2:0                                     | 0                                       | Товарищеский                                       |
| 42.                                     | 7 октября 2010                          | стадион Шейх Зайед (Абу-Даби, ОАЭ)             | Иран                                    | 3:0                                     | 1                                       | Товарищеский                                       |
| 43.                                     | 11 октября 2010                         | стадион Прайд Парк (Дерби, Великобритания)     | Украина                                 | 2:0                                     | 1                                       | Товарищеский                                       |
| 44.                                     | 17 ноября 2010                          | Доха (Катар)                                   | Аргентина                               | 0:1                                     | 0                                       | Товарищеский                                       |
| 45.                                     | 9 февраля 2011                          | Стад де Франс (Сен-Дени, Франция)              | Франция                                 | 0:1                                     | 0                                       | Товарищеский                                       |
| 46.                                     | 27 марта 2011                           | Лондон (Великобритания)                        | Шотландия                               | 2:0                                     | 0                                       | Товарищеский                                       |
| 47.                                     | 4 июня 2011                             | Гояния (Бразилия)                              | Нидерланды                              | 0:0                                     | 0                                       | Товарищеский                                       |
| 48.                                     | 3 июля 2011                             | Ла-Плата (Аргентина)                           | Венесуэла                               | 0:0                                     | 0                                       | Кубок Америки по футболу 2011                      |
| 49.                                     | 9 июля 2011                             | Кордова (Аргентина)                            | Парагвай                                | 2:2                                     | 0                                       | Кубок Америки по футболу 2011                      |
| 2011/12                                 |                                         |                                                |                                         |                                         |                                         |                                                    |
| 50.                                     | 10 августа 2011                         | Штутгарт (Германия)                            | Германия                                | 2:3                                     | 0                                       | Товарищеский                                       |
| 51.                                     | 5 сентября 2011                         | Лондон (Великобритания)                        | Гана                                    | 1:0                                     | 0                                       | Товарищеский                                       |
| 52.                                     | 8 октября 2011                          | Сан-Хосе (Коста-Рика)                          | Коста-Рика                              | 1:0                                     | 0                                       | Товарищеский                                       |
| 53.                                     | 12 октября 2011                         | Торреон (Мексика)                              | Мексика                                 | 2:1                                     | 0                                       | Товарищеский                                       |
| 54.                                     | 14 октября 2011                         | Доха (Катар)                                   | Египет                                  | 2:0                                     | 0                                       | Товарищеский                                       |
| 55.                                     | 28 февраля 2012                         | Санкт-Галлен (Швейцария)                       | Босния и Герцеговина                    | 2:1                                     | 0                                       | Товарищеский                                       |
| 2012/13                                 |                                         |                                                |                                         |                                         |                                         |                                                    |
| 56.                                     | 15 августа 2012                         | Стокгольм (Швеция)                             | Швеция                                  | 3:0                                     | 0                                       | Товарищеский                                       |
| 57.                                     | 7 сентября 2012                         | Сан-Паулу (Бразилия)                           | ЮАР                                     | 1:0                                     | 0                                       | Товарищеский                                       |
| 58.                                     | 11 сентября 2012                        | Ресифи (Бразилия)                              | Китай                                   | 8:0                                     | 0                                       | Товарищеский                                       |
| 59.                                     | 15 ноября 2012                          | Ист-Ратерфорд (США)                            | Колумбия                                | 1:1                                     | 0                                       | Товарищеский                                       |
| 60.                                     | 6 февраля 2013                          | Лондон (Англия)                                | Англия                                  | 1:2                                     | 0                                       | Товарищеский                                       |
| 61.                                     | 21 марта 2013                           | Женева (Швейцария)                             | Италия                                  | 2:2                                     | 0                                       | Товарищеский                                       |
| 62.                                     | 25 марта 2013                           | Фулем (Англия)                                 | Россия                                  | 1:1                                     | 0                                       | Товарищеский                                       |
| 63.                                     | 2 июня 2013                             | Рио-де-Жанейро (Бразилия)                      | Англия                                  | 2:2                                     | 0                                       | Товарищеский                                       |
| 64.                                     | 9 июня 2013                             | Порту-Алегри (Бразилия)                        | Франция                                 | 3:0                                     | 0                                       | Товарищеский                                       |
| 65.                                     | 15 июня 2013                            | Бразилиа (Бразилия)                            | Япония                                  | 3:0                                     | 0                                       | Кубок конфедераций 2013                            |
| 66.                                     | 19 июня 2013                            | Форталеза (Бразилия)                           | Мексика                                 | 2:0                                     | 0                                       | Кубок конфедераций 2013                            |
| 67.                                     | 22 июня 2013                            | Салвадор (Бразилия)                            | Италия                                  | 4:2                                     | 0                                       | Кубок конфедераций 2013                            |
| 68.                                     | 26 июня 2013                            | Белу-Оризонти (Бразилия)                       | Уругвай                                 | 2:1                                     | 0                                       | Кубок конфедераций 2013                            |
| 69.                                     | 1 июля 2013                             | Рио-де-Жанейро (Бразилия)                      | Испания                                 | 3:0                                     | 0                                       | Кубок конфедераций 2013                            |
| 2013/14                                 |                                         |                                                |                                         |                                         |                                         |                                                    |
| 70.                                     | 14 августа 2013                         | Базель (Швейцария)                             | Швейцария                               | 0:1                                     | 0                                       | Товарищеский                                       |
| 71.                                     | 12 октября 2013                         | Сеул (Республика Корея)                        | Республика Корея                        | 2:0                                     | 0                                       | Товарищеский                                       |
| 72.                                     | 15 октября 2013                         | Пекин (Китай)                                  | Замбия                                  | 2:0                                     | 0                                       | Товарищеский                                       |
| 73.                                     | 5 марта 2014                            | Йоханнесбург (ЮАР)                             | ЮАР                                     | 5:0                                     | 0                                       | Товарищеский                                       |
| 74.                                     | 3 июня 2014                             | Гояния (Бразилия)                              | Панама                                  | 4:0                                     | 1                                       | Товарищеский                                       |
| 75.                                     | 6 июня 2014                             | Сан-Паулу (Бразилия)                           | Сербия                                  | 1:0                                     | 0                                       | Товарищеский                                       |
| 76.                                     | 12 июня 2014                            | Сан-Паулу (Бразилия)                           | Хорватия                                | 3:1                                     | 0                                       | Чемпионат мира 2014 (группа)                       |
| 77.                                     | 17 июня 2014                            | Форталеза (Бразилия)                           | Мексика                                 | 0:0                                     | 0                                       | Чемпионат мира 2014 (группа)                       |
| 78.                                     | 23 июня 2014                            | Бразилиа (Бразилия)                            | Камерун                                 | 4:1                                     | 0                                       | Чемпионат мира 2014 (группа)                       |
| 79.                                     | 28 июня 2014                            | Белу-Оризонти (Бразилия)                       | Чили                                    | 1:1 (4:3пен.)                           | 0                                       | Чемпионат мира 2014 (1/8)                          |
| 2014—15                                 |                                         |                                                |                                         |                                         |                                         |                                                    |
| 80.                                     | 14 июня 2015                            | Темуко (Чили)                                  | Перу                                    | 2:1                                     | 0                                       | Кубок Америки 2015 (группа)                        |
| 81.                                     | 18 июня 2015                            | Сантьяго (Чили)                                | Колумбия                                | 0:1                                     | 0                                       | Кубок Америки 2015 (группа)                        |
| 82.                                     | 21 июня 2015                            | Сантьяго (Чили)                                | Венесуэла                               | 2:1                                     | 0                                       | Кубок Америки 2015 (группа)                        |
| 83.                                     | 27 июня 2015                            | Консепсьон (Чили)                              | Парагвай                                | 1:1 (3:4пен.)                           | 0                                       | Кубок Америки 2015 (1/4)                           |
| 2015/16                                 |                                         |                                                |                                         |                                         |                                         |                                                    |
| 84.                                     | 9 октября 2015                          | Сантьяго (Чили)                                | Чили                                    | 0:2                                     | 0                                       | Отборочный матчи ЧМ-2018                           |
| 85.                                     | 14 октября 2015                         | Форталеза (Бразилия)                           | Венесуэла                               | 3:1                                     | 0                                       | Отборочный матчи ЧМ-2018                           |
| 86.                                     | 14 ноября 2015                          | Буэнос-Айрес (Аргентина)                       | Аргентина                               | 1:1                                     | 0                                       | Отборочный матчи ЧМ-2018                           |
| 87.                                     | 18 ноября 2015                          | Салвадор (Бразилия)                            | Перу                                    | 3:0                                     | 0                                       | Отборочный матчи ЧМ-2018                           |
| 88.                                     | 26 марта 2016                           | Ресифи (Бразилия)                              | Уругвай                                 | 2:2                                     | 0                                       | Отборочный матчи ЧМ-2018                           |
| 89.                                     | 30 марта 2016                           | Асунсьон (Парагвай)                            | Парагвай                                | 2:2                                     | 1                                       | Отборочный матчи ЧМ-2018                           |
| 90.                                     | 30 мая 2016                             | Адамс (Колорадо) (США)                         | Панама                                  | 3:0                                     | 0                                       | Товарищеский матч                                  |
| 91.                                     | 5 июня 2016                             | Пасадина (США)                                 | Эквадор                                 | 0:0                                     | 0                                       | Кубок Америки 2016 (группа)                        |
| 92.                                     | 9 июня 2016                             | Орландо (США)                                  | Республика Гаити                        | 7:1                                     | 0                                       | Кубок Америки 2016 (группа)                        |
| 93.                                     | 13 июня 2016                            | Фоксборо (США)                                 | Перу                                    | 0:1                                     | 0                                       | Кубок Америки 2016 (группа)                        |
| 2016—17                                 |                                         |                                                |                                         |                                         |                                         |                                                    |
| 94.                                     | 1 сентября 2016                         | Кито (Эквадор)                                 | Эквадор                                 | 3:0                                     | 0                                       | Отборочный матчи ЧМ-2018                           |
| 95.                                     | 7 сентября 2016                         | Манаус (Бразилия)                              | Колумбия                                | 2:1                                     | 0                                       | Отборочный матчи ЧМ-2018                           |
| 96.                                     | 7 октября 2016                          | Натал (Бразилия)                               | Боливия                                 | 5:0                                     | 0                                       | Отборочный матчи ЧМ-2018                           |
| 97.                                     | 12 октября 2016                         | Мерида (Венесуэла)                             | Венесуэла                               | 2:0                                     | 0                                       | Отборочный матчи ЧМ-2018                           |
| 98.                                     | 11 ноября 2016                          | Белу-Оризонти (Бразилия)                       | Аргентина                               | 3:0                                     | 0                                       | Отборочный матчи ЧМ-2018                           |
| 99.                                     | 16 ноября 2016                          | Лима (Перу)                                    | Перу                                    | 2:0                                     | 0                                       | Отборочный матчи ЧМ-2018                           |
| 100.                                    | 23 марта 2017                           | Монтевидео (Уругвай)                           | Уругвай                                 | 4:1                                     | 0                                       | Отборочный матчи ЧМ-2018                           |